# Eupyrrhoglossum
Eupyrrhoglossum Grote, 1865 è un genere di lepidotteri appartenente alla famiglia Sphingidae, diffuso in America centrale e meridionale.

## Descrizione

### Adulto
Nel capo, gli occhi sono molto sviluppati, mentre l'epicranio si mostra più rialzato che in Macroglossum, in modo affine a quanto osservabile in Enyo (genere rispetto al quale dimostra elevata affinità). Le squame sul capo sono dense, e si dispongono a formare una sorta di cresta scura centrale, come in Hemeroplanes.

Le antenne sono sottili, cilindriche, lievemente uncinate alle estremità, ed hanno una lunghezza pari a circa un terzo della costa.

Il torace è grigio scuro, tozzo e arrotondato, con il protorace più stretto che in altri generi affini.

L'addome si mostra scuro, largo e corto, ed è provvisto di due ciuffi laterali terminali piuttosto squadrati. Manca l'anello argentato in corrispondenza del secondo segmento.

L'ala anteriore è più robusta e sviluppata di quella posteriore, con una colorazione di fondo grigia scura, campiture marroni e la presenza di geometrie complesse; si differenzia da quella di Aellopos per il fatto che le nervature R4 ed R5 permangono libere per tutta la propria lunghezza, e non fuse con le altre. Inoltre il margine interno è diritto, mentre il termen risulta alquanto convesso.

L'ala posteriore, più piccola, è scura con una banda gialla trasversale; il termen è alquanto dritto, nettamente scavato in prossimità dell'angolo anale.

L'apertura alare varia dai 51 mm di E. sagra ai 31 mm di E. venustum

### Larva
Il bruco è verde, cilindrico, con due bande chiare longitudinali in posizione subdorsale e varie bande trasversali sui fianchi; esistono anche varianti melaniche. Le zampe sono arancioni, ed il cornetto caudale sull'ottavo urotergite è rossastro.

### Pupa
Le crisalidi appaiono nere, lucide, con iridescenze di colore arancione scuro; si rinvengono entro bozzoli posti a scarsa profondità nella lettiera del sottobosco.

## Distribuzione e habitat

L'ecozona neotropicale

L'areale di questo genere è esclusivamente neotropicale, comprendendo il Messico, il Belize, il Guatemala, l'Honduras, El Salvador, il Nicaragua, la Costa Rica, Panama, Cuba, la Colombia, il Venezuela, l'Ecuador, il Perù, il Brasile, la Bolivia, il Paraguay, l'Argentina e l'Uruguay. La specie E. sagra si spinge occasionalmente fino alla Florida meridionale.
L'habitat è rappresentato da foreste tropicali e sub-tropicali, dal livello del mare fino a medie altitudini.

## Biologia
Durante l'accoppiamento, le femmine richiamano i maschi grazie ad un feromone rilasciato da una ghiandola, posta all'estremità addominale.

### Periodo di volo
Nelle zone tropicali dell'areale, gli adulti sono rinvenibili durante tutto l'anno, mentre a latitudini più temperate, le specie sono bi- o trivoltine.

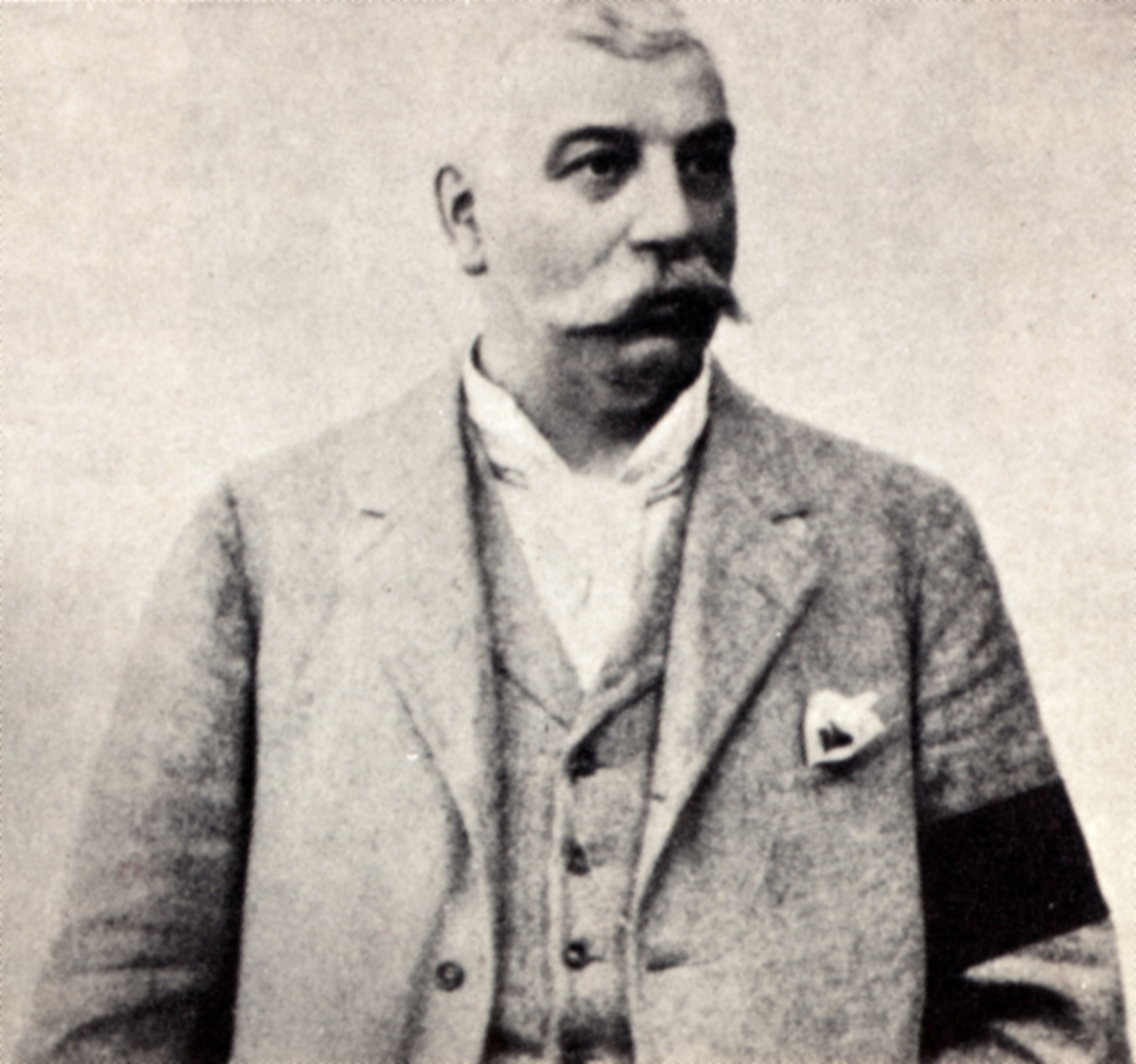
L'entomologo inglese Augustus Radcliffe Grote (1841-1903), che classificò il genere nel 1865

### Alimentazione
I bruchi attaccano le foglie di membri delle Rubiaceae Juss., tra cui:
- Chomelia spinosa Jacq.
- Guettarda macrosperma Donn. Sm.
- Guettarda scabra L.

## Tassonomia

### Specie
Il genere comprende tre specie:
- Eupyrrhoglossum corvus (Boisduval, 1870) - Considérations Lépid. Guatemala: 66 - Locus typicus: Nicaragua[6]
- Eupyrrhoglossum sagra (Poey, 1832) - Centurie Lèpid. Cuba: [19] - Locus typicus: Cuba[7]
- Eupyrrhoglossum venustum Rothschild & Jordan, 1910 - Novit. zool. 17: 453 - Locus typicus: Brasile, Amazonas, Alliança[8]

### Sinonimi
Non sono stati riportati sinonimi:

## Galleria d'immagini

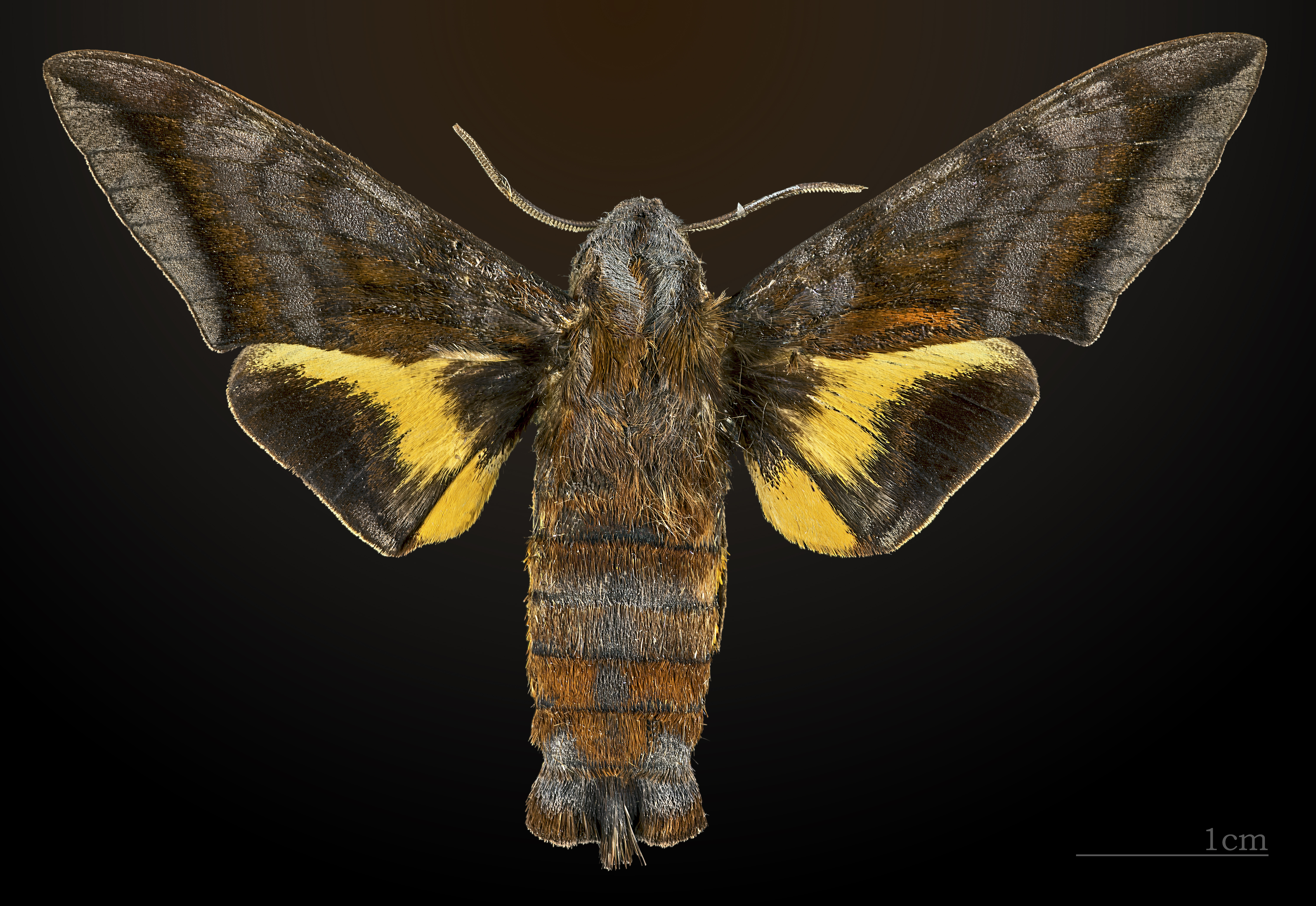
Eupyrrhoglossum corvus
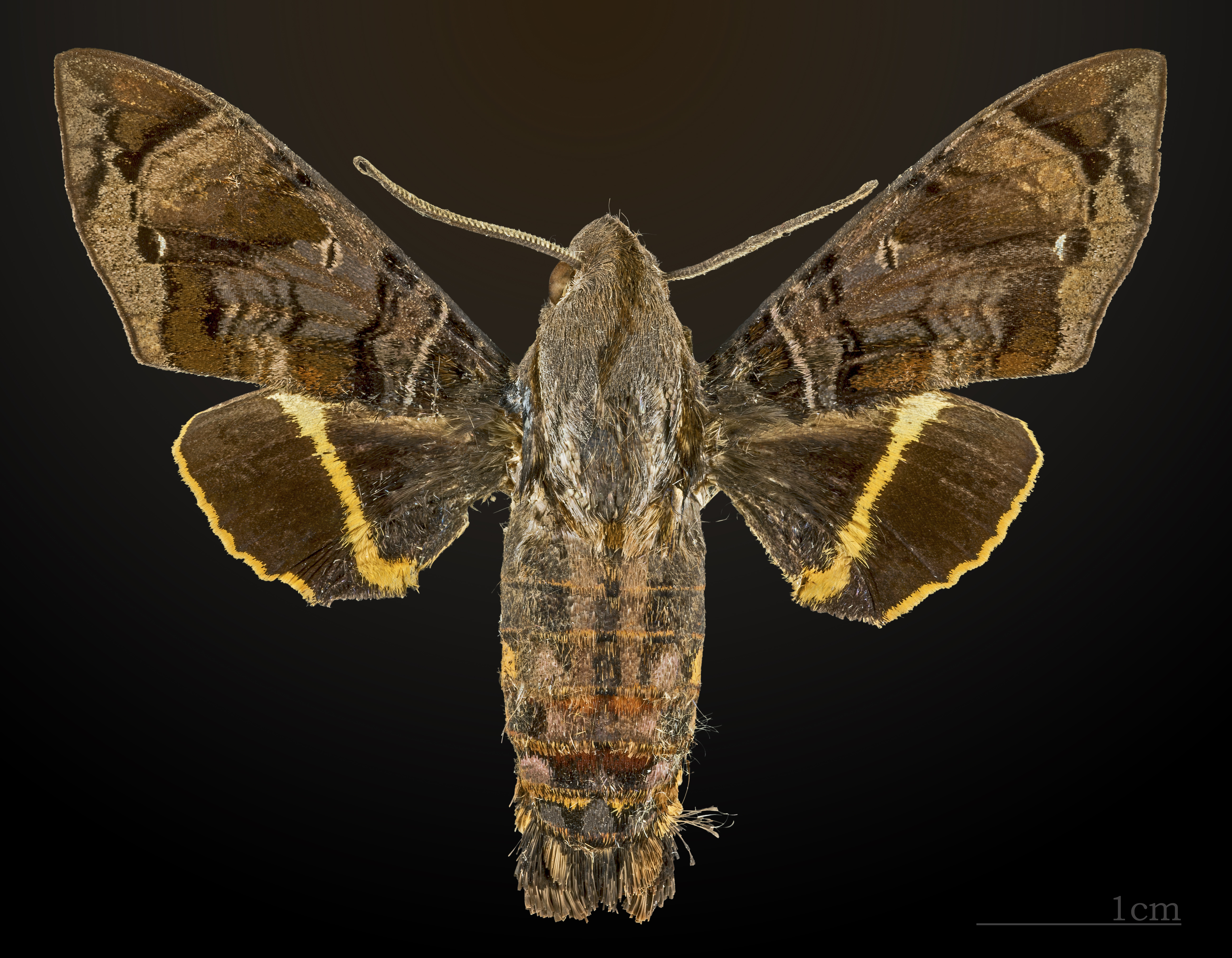
Eupyrrhoglossum sagra
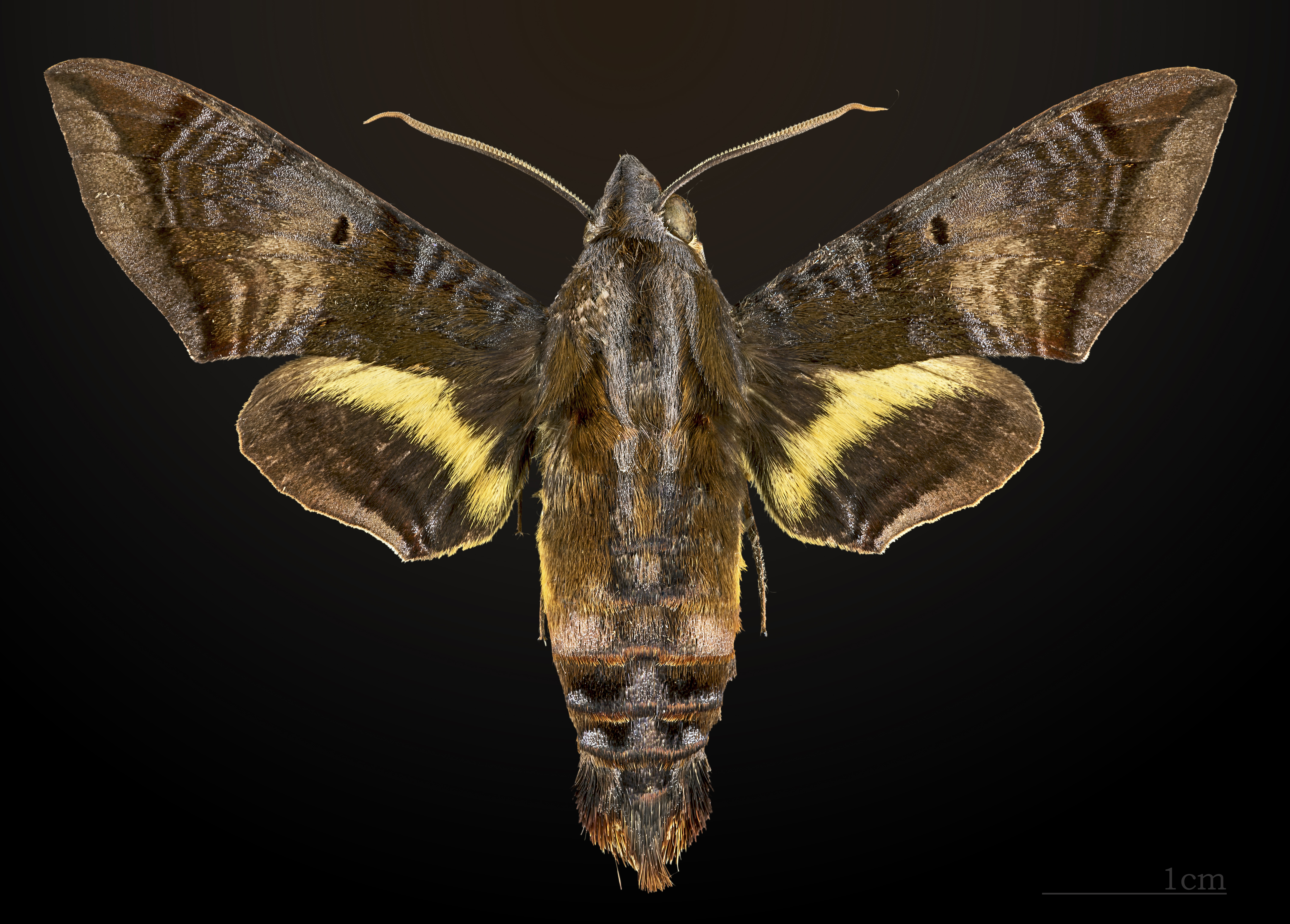
Eupyrrhoglossum venustum